# Sphenomorphus temmincki
Sphenomorphus temmincki este o specie de șopârle din genul Sphenomorphus, familia Scincidae, descrisă de Auguste Henri André Duméril și Bibron 1839. Conform Catalogue of Life specia Sphenomorphus temmincki nu are subspecii cunoscute.